# Стулово (Кировская область)
Стулово — деревня в Слободском районе Кировской области. Является административным центром Стуловского сельского поселения.

## География
Находится у западной окраины города Слободской, в 30 км к северо-востоку от Кирова. Граничит также с деревнями Нижние Кропачи, Зотовы, Ситники. Через Стулово проходит автодорога Р243 Киров — Пермь.

## История
Известна с 1678 года как погост Стулов с 3 дворами. В 1764 году здесь (уже Стулова деревня) учтено 85 жителей из государственных крестьян. В 1873 году здесь (деревня Стуловская или Крюковцы) учтено дворов 38 и жителей 259, в 1905 34 и 123, в 1926 51 и 233, в 1950 32 и 162. В 1989 году проживало 3720 человек.

## Население
| 2002 | 2010  | 2021  |
| ---- | ----- | ----- |
| 3597 | ↘3501 | ↘3441 |

Национальный состав: русские — 95 % (2002 г.).